# Орловица
Орловица — река в России, протекающая в Нагорском и Слободском районах Кировской области. Устье реки находится в 840 км по правому берегу реки Вятка. Длина составляет 37 км, площадь водосборного бассейна 222 км². В 12 км от устья принимает слева реку Ичатка.
Исток реки на Северных Увалах в 30 км к юго-западу от посёлка Нагорск. До впадения слева Малой Орловицы также называется Большой Орловицей. Река течёт на юго-восток по ненаселённому лесному массиву. Верхнее и среднее течение расположены в Нагорском районе, в нижнем река образует границу Нагорского и Слободского районов. Притоки — Малая Орловица, Плоская, Ичатка (левые); Покосная (правый). Впадает в Вятку в 14 км к востоку от посёлка Центральный, центра Озерницкого сельского поселения. Последние километры перед устьем преодолевает по обширным торфяным болотам. Ширина реки у устья 8 метров.

## Данные водного реестра
По данным государственного водного реестра России, относится к Камскому бассейновому округу, водохозяйственный участок реки — Вятка от истока до города Киров, без реки Чепца, речной подбассейн реки — Вятка. Речной бассейн реки — Кама.
По данным геоинформационной системы водохозяйственного районирования территории РФ, подготовленной Федеральным агентством водных ресурсов:
- Код водного объекта в государственном водном реестре — 10010300212111100031549
- Код по гидрологической изученности (ГИ) — 111103154
- Код бассейна — 10.01.03.002
- Номер тома по ГИ — 11
- Выпуск по ГИ — 1